# Ramón de Mesonero Romanos
Pour les articles homonymes, voir Romanos.
Œuvres principales
Tipos y caracteres : bocetos de cuadros de costumbres

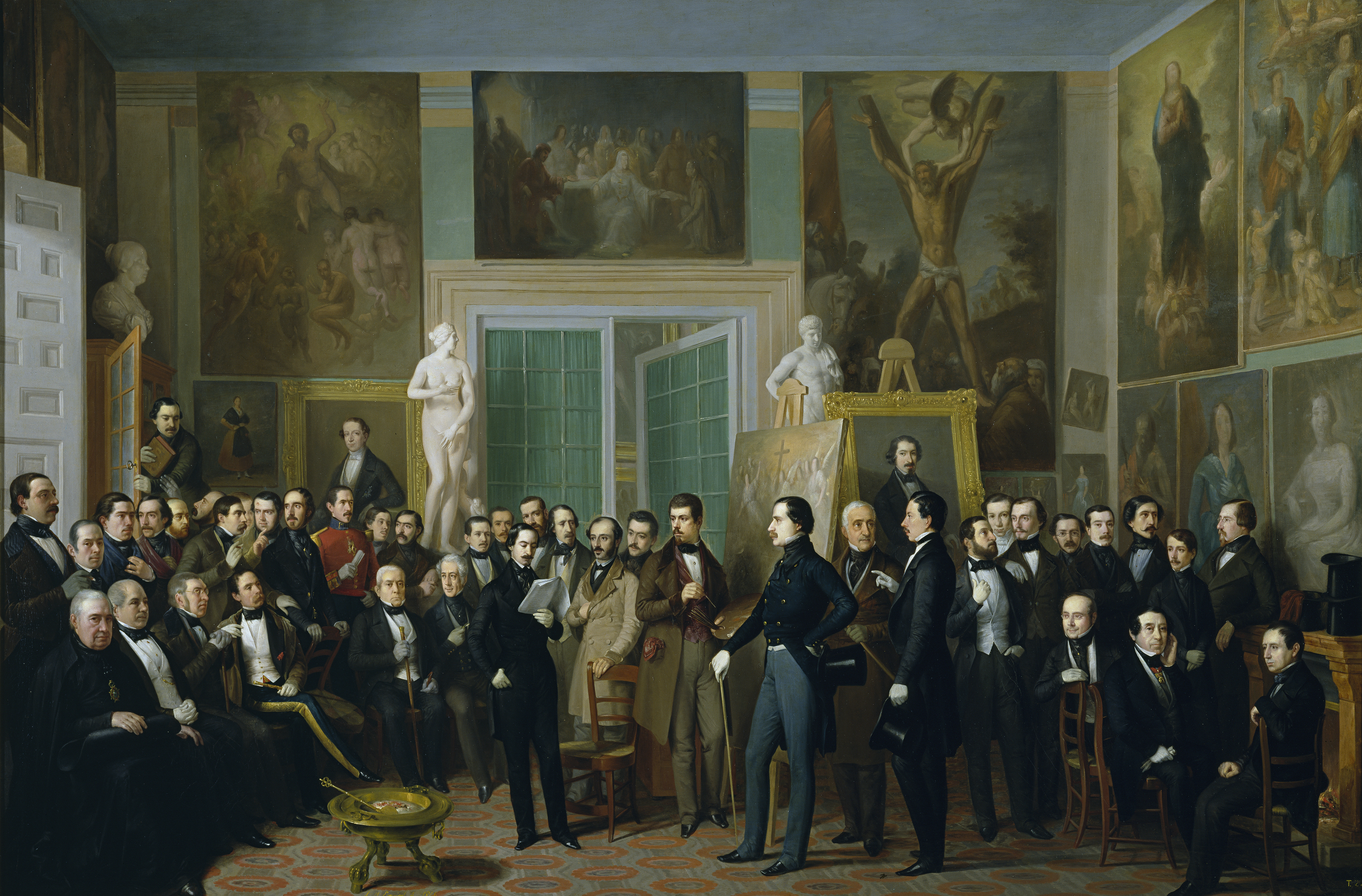
Ramón de Mesonero Romanos représenté dans La Réunion des poètes d'Antonio María Esquivel (1846).

Ramón de Mesonero Romanos (Madrid, 19 juillet 1803 - ib 30 avril 1882) est un écrivain espagnol rattaché au costumbrismo. Il a écrit Tipos y caracteres : bocetos de cuadros de costumbres entre 1843 et 1862.
En 1836, il fonde la revue culturelle Semanario Pintoresco Español.
Il est inhumé au cimetière Saint-Isidore à Madrid.